# 하우피오테릭스

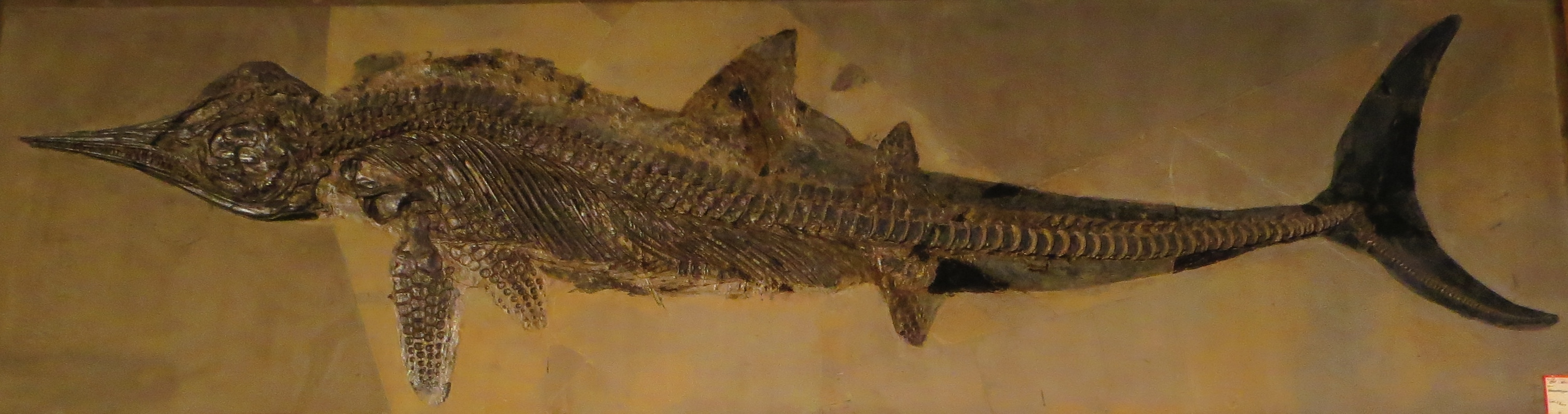

하우피오테릭스(학명:Hauffiopteryx typicus)는 어룡목 안공룡과에 속하는 어룡이다. 지금은 멸종된 종으로서 전체적인 몸길이가 3m인 중대형 어룡에 속한다.

## 특징
하우피오테릭스는 독일, 룩셈부르크, 영국의 서머셋에서 알려진 멸종된 어룡속이다. 두 종이 알려져 있다: 하우피오테릭스 타이피쿠스와 하우피오테릭스 알테라이다. 하우피오테릭스는 이전에 스테노프테리기우스 하우피아누스를 언급했던 일부 표본을 기초로 미카엘 워스 마이쉬에 의해 처음 기술되었다. 마이쉬는 하피아누스의 렉토타입이 스테노프테르기우스 CF로 결정될 수 있다는 것을 발견했다. 쿠아드리스키수스는 기껏해야 노멘 두비움으로 간주되어야 한다. 그는 또한 이전에 스테노프테리기우스 하우피아누스로 언급되었던 대부분의 표본들이 스테노프테리기우스 쿠아드리스키수스로 언급될 수 있고 나머지는 스테노프테리기우스의 어떤 유효한 종으로도 언급될 수 없는 매우 독특한 새로운 분류군에 속한다는 것을 알아냈다. 하우피오테리기우스는 렉토타입 GPIT 1491/4에서 알려져 있으며 두개골과 일부 연조직을 보존한 관절형 완전한 골격이다. 그 동물은 길이가 약 1.93m이다. 그것은 약 1,800만년전에 쥐라기 초기의 초기 토아르시아 단계로 거슬러 올라가는 유명한 홀츠마덴의 포세이돈-시퍼 라거슈테테(포시도니아 셰일)의 하포케라스 팔시퍼 구역인 하포케라스의 우아한 암모노이드 서브존에서 수집되었다. 독일의 홀트마덴과 룩셈부르크의 뒤델랑주에서 자세히 인용된 샘플들에는 MHH '9', WAT 1, SMNS 51552, SMNS 80225 및 아마도 보존 상태가 좋지 않은 SMNS 81965가 포함된다. 그것들은 포시도니아 셰일의 하포케라스 테누이코스타툼-팔시퍼 구역인 하포케라스 세미케라툼-레간투르움-엑사라툼 아르모노이드 수브존스(Lias δ II1-5, 약 182.7-181.8 mya)에서 모두 수집되었다. 2011년에 한나 케인과 마이클 존 벤튼이 영국 일민스터 스트로베리 뱅크의 초기 토아시안에서 추가 자료를 기술했다. 그러한 표본들은 모두 거의 완전한 뼈와 일부 두개골들을 보존한 청소년이나 유아들이다. BRLSI M1399(마이쉬에서 앞서 설명했다.), BRLSI M1400, BRLSI M1401, BRLSI M1403, BRLSI M1404 및 BRLSI M1406 등이 있다. 하우피오테릭스는 1931년에 프리드리히 폰 후엔에 의해 호피아누스의 아종으로 인정받았고 스테놉테르기우스 호피아누스 타이피카라는 이름을 붙였다. 마이클 워스 마이쉬는 2008년에 이 종을 특정 등급으로 격상시키고 자신의 속인 하우피오테릭스로 재배정했다.그러므로 모식종은 하우피오테릭스 타이피쿠스이다. 총칭은 포시도니아 셰일과 그 동물군 특히 어룡에 대한 지식을 늘리기 위해 오랜 세대에 걸쳐 연구한 홀즈마덴 출신의 하프 가문을 기리는 것이다. 그리고 그리스어로 "지느러미" 또는 "날개"를 뜻한다. 특정 이름은 표준임을 의미한다. 하우피오테릭스 엑세라는 하우피오테릭스 타이피쿠스와의 차이 때문에 "다른" 또는 "기타"를 의미하는 라틴어에서 유래했다. 양턱에는 총 20~25개의 날카로운 이빨들이 나 있다. 먹이로는 당대에 서식했던 물고기, 갑각류, 두족류를 주로 잡아먹고 살았을 육식성의 포식자로 추정되는 종이다.

## 생존시기와 서식지와 화석의 발견
하우피오테릭스가 생존했었던 시기는 중생대의 쥐라기 초기로서 지금으로부터 2억년전~1억 8000만년전에 생존했었던 종이다. 생존했었던 시기에는 유럽을 중심으로 하는 북극해에서 주로 서식했었던 어룡이다. 화석의 발견은 1931년에 유럽의 쥐라기에 형성된 지층에서 유럽의 고생물학자인 프리드리히 폰 후엔에 의하여 처음으로 화석이 발견되어 새롭게 명명된 종이다.

## 같이 보기
- 파충류
- 중생대
- 쥐라기
- 어룡
- 화석